# Resolució 19 del Consell de Seguretat de les Nacions Unides
La Resolució 19 del Consell de Seguretat de les Nacions Unides, aprovada el 13 de febrer de 1947, va determinar la creació d'un subcomitè de tres membres que examinessin tots els fets que van ocórrer en la disputa entre el Regne Unit i Albània en aigües del canal de Corfú, elaborant un informe per al Consell no més tard del 10 de març de 1947.
La resolució va ser adoptada per 8 vots a favor, amb tres abstencions per part de Polònia, Síria i la Unió Soviètica.

## Incidents del Canal de Corfú
Els incidents del Canal de Corfú es refereixen a tres incidents que van involucrar bucs de la Royal Navy als estrets de Corfú, que van tenir lloc en 1946, i es consideren uns dels primers episodis de la Guerra Freda. urante el primer incident, bucs de la Royal Navy van ser atacats des de fortificacions albaneses. El segon incident va implicar l'ús de mines navals i el tercer incident va ocórrer quan la Royal Navy va dur a terme la retirada de mines en una operació al Canal de Corfú, però en aigües territorials albaneses i Albània es va queixar de davant les Nacions Unides. Aquesta sèrie d'incidents va portar al fet que l'el Regne Unit presentés una demanda contra la República Popular d'Albània en la Cort Internacional de Justícia (conegut com a cas del Canal de Corfú). A causa dels incidents, Gran Bretanya, en 1946, va trencar les relacions diplomàtiques amb Albània, que solament van ser restablides en 1991.